# Navasoleon bolivianus
Navasoleon bolivianus is een insect uit de familie van de mierenleeuwen (Myrmeleontidae), die tot de orde netvleugeligen (Neuroptera) behoort. 
Navasoleon bolivianus is voor het eerst wetenschappelijk beschreven door Banks in 1920.